# جون كلي
جون كلي جيسوس سيلفا (بالبرتغالية: Jhon Cley Jesus da Silva‏)، لاعب كرة قدم برازيلي، لعب سابقاً في نادي القادسية السعودي.
لعب سابقاً في نادي برازيليا ونادي فاسكو دا غاما ونادي غوياس.

## روابط خارجية
- جون كلي على موقع قاعدة بيانات كرة القدم.إي يو (الإنجليزية)
- جون كلي على موقع Soccerway.com (الإنجليزية)